# ОШ Јован Јовановић Змај Врање
ОШ „Јован Јовановић Змај” у Врању, једна је од установа основног образовања на територији града Врања.